# East Grand Rapids
East Grand Rapids es una ciudad ubicada en el condado de Kent en el estado estadounidense de Míchigan. En el Censo de 2010 tenía una población de 10694 habitantes y una densidad poblacional de 1.213,69 personas por km².

## Geografía
East Grand Rapids se encuentra ubicada en las coordenadas 42°56′49″N 85°36′31″O / 42.94694, -85.60861. Según la Oficina del Censo de los Estados Unidos, East Grand Rapids tiene una superficie total de 8.81 km², de la cual 7.6 km² corresponden a tierra firme y (13.76%) 1.21 km² es agua.

## Demografía
Según el censo de 2010, había 10694 personas residiendo en East Grand Rapids. La densidad de población era de 1.213,69 hab./km². De los 10694 habitantes, East Grand Rapids estaba compuesto por el 95.42% blancos, el 1.06% eran afroamericanos, el 0.15% eran amerindios, el 1.5% eran asiáticos, el 0.05% eran isleños del Pacífico, el 0.24% eran de otras razas y el 1.59% pertenecían a dos o más razas. Del total de la población el 1.48% eran hispanos o latinos de cualquier raza.